# Кімвімбе Каумбу
Кімвімбе Каумбу (*д/н — бл. 1755) — 12-й мулохве (володар) держави Луба в 1750—1755 роках.

## Життєпис
Онук мулохве Каділо Сокела Бота. Син Касонго Каумбу. Після смерті свого стрийка — мулохве Мвене Кекена близько 1750 року постала проблема обрання нового володаря. Малоба мутомба відмовився через похилий вік. Сина Кекена — Ілунгу Сунґу — знать не підтримала через молодість. Тому залишилося два претендента Кімвімбе Каумбу та його зведений брат Мікето. Зрештою переміг перший, але Мікето отримав титул інабанзи (на кшталт віце-короля або заступника короля).
За традицією попередників Кімвімбе Каумбу заснував власну резиденцію в області Калулу — ljkbys річки Лувіджо. Потім спрямував свої зусилля на підкорення народу сонге. Здіснив для цього декілько походів. Напочатку підкорив південних сонге. Але за цим стикнувся з протистоянням Кітенде Фін'янгамекало, вождем центральним сонге. У вирішальній битві мулохве зазнав поразки, чим скористався інабанза мікето, який з більшою частиною війська залишив Кімвімбе. Останнього по поверненню було схоплено за наказом Мікето й страчено. Проте владу здобув Ілунга Сунґу .